# Antifrimureri
Antifrimureri definieras som "ett öppet erkänt motstånd till frimureri". Det finns emellertid ingen homogen antifrimurerisk rörelse eller opposition, utan antifrimureriet består av radikalt olik kritik från ibland sinsemellan oförenliga grupperingar som av olika anledningar är negativa till frimureri.

## Tidiga antifrimureriska dokument
Det tidigast kända antifrimureriska dokumentat är ett flygblad tryckt 1698 av den presbyterianske pastorn Winter. Det lyder:
TILL ALLA GUDFRUKTIGA MÄNNISKOR, i staden London.
Som jag anser det vara av nöden att varna er för den Skada och det Onda som utövas i Guds Åsyn av dem som kallar sig Frie Murare, säger jag att ni skall ta er i Akt så att inte deras Ceremonier och hemliga Eder får er i sitt grepp; och var vaksam på det att inget må få er att fela i er Gudfruktighet. För denna djevulska Manliga Sekt håller Möten i hemlighet som bryter mot alla som inte följer deras Sak. De är den Anti Krist som skulle komma för att få Människan att inte Frukta Gud. För varför skulle Män mötas på hemliga Platser så att ingen Ser dem utföra Guds Verk, och är detta inte detta Ogärningsmäns sätt?
Vet att Gud ser dem som sitter i Mörkret de skall drabbas och deras Hjärtas Hemligheter skall uppenbaras. Rör er inte bland dessa korrupta Människor så att ni ertappas vid Världs Branden.

## Politiskt antifrimureri

### Amerikanskt politiskt antifrimureri (1830-1850-tal)
År 1826 försvann William Morgan från den lilla staden Batavia i New York efter att ha hotat att avslöja frimureriska "hemligheter" genom att publicera deras ritualer. Hans försvinnande medförde att några antifrimurare påstod att han hade kidnappats och mördats av frimurare. Morgans försvinnande ledde till flera protester mot frimureriet och spred sig så småningom till den politiska arenan. Under ledning av antifrimuraren Thurlow Weed omvandlades en Andrew Jackson-kritisk rörelse till det politiska partiet Anti-Masonic party. Partiet nominerade kandidater till presidentvalen 1828 och 1832, men 1835 hade partiet försvunnit helt utom i Pennsylvania.

### Brittiskt politiskt antifrimureri (1990 och framåt)
Från 1997 och framåt har flera ledamöter i den brittiska regeringen försökt få till stånd lagar som gör det obligatoriskt för frimurare som börjar arbeta inom polisen eller rättsväsendet att öppet redogöra för sitt medlemskap efter anklagelser om nepotism och tjänsteutbyte. Detta initiativ leddes ursprungligen av Jack Straw, inrikesminister mellan 1997 och 2001. År 1999 blev National Assembly for Wales den första myndighet som genom lagstiftning krävde att frimurare öppet redovisade sitt medlemskap. I England uppmanades 2005 frimurare inom polisen och i rättsväsendet att frivilligt redovisa sitt medlemskap. Fram till 2009 var det ett krav att nyutexaminerade jurister skulle redovisa sin "frimureriska status", men efter en dom i Europadomstolen till följd av en anmälan från italienska frimurare medgav Straw att policyn var "orimlig" och återtog den. På motsvarande sätt är nya polismän inte tvungna att redogöra för eventuellt medlemskap.
År 2004 hävdade Rhodri Morgan, First Minister for Wales att han blockerat Gerard Elias utnämning till Counsel General for Wales på grund av dennes anknytning till jakt och frimureri, även om det från det politiska motståndarlägret sades att det egentliga skälet var att Morgan ville att partikamraten Malcolm Bishop skulle ges ämbetet.

### Socialistisk förföljelse
År 1922 förbjöds alla hemliga sällskap, inklusive frimureri, i Sovjetunionen. Vid ett av mötena under Andra Internationalen krävde Grigorij Zinovjev att den skulle renas från frimurare. Frimureri fanns inte i Sovjetunionen, Kina eller andra socialistiska stater. Försök att återuppliva frimureriet i Tjeckoslovakien och Ungern efter andra världskriget slogs ner 1950.

### Förföljelse i Nazityskland

Frimurare i koncentrationsläger bar denna symbol

Fascisterna såg och behandlade frimureriet som en möjlig oppositionell källa. Frimureriska skribenter visar på att det språk som användes av de totalitära regimerna liknar det som används av frimureriets nutida kritiker.
Eftersom frimureriet sågs som en ideologisk fiende till nazismens världsuppfattning (Weltauffassung), klassades frimurare som sattes i koncentrationsläger som politiska fångar och bar därför en upp- och nervänd röd triangel på sin fångdräkt.
År 1943 beställde propagandaavdelningen (Propaganda Abteilung), en del av det tyska Ministeriet för allmänhetens upplysning och propaganda i det av Tyskland ockuperade Frankrike, filmen Forces occultes. Filmen fördömer i hätska ordalag frimureriet, parlamentarismen och judarna i enlighet med Vichyregeringens kampanjer mot dem och försöker visa på en judisk-frimurerisk sammansvärjning.
Det är inte känt hur många frimurare från tyskockuperade länder som dog, men man uppskattar att mellan 80 000 och 200 000 frimurare förlorade sitt liv under nazistregimen.. Storbritanniens regering instiftade Holocaust Memorial Day till minne av alla de som föll offer för nazismen och för att motverka förintelseförnekelse. Till förintelsens offer hör frimurare.

### Antifrimureri i Irak
År 1980 ändrades lagarna i Irak av Saddam Hussein och det styrande Baathpartiet. I den nya lagstiftningen blev det ett brott att "stödja eller hylla sionistiska åsikter, inklusive frimureri, eller sympatisera med sionistiska organisationer".

### Frimureri och patriotism
Frimureriet har anklagats för att hindra sina medlemmar från att vara lojala mot fosterlandet. Kritiker hävdar att, jämfört med det praktiska frimureriets fördömande av förräderi, blev det spekulativa frimureriet (efter 1723) betydligt mer mångtydigt. Den äldre Catholic Encyclopedia hävdar att det frimureriska avståndstagandet från förräderi inte grundas på moraliska betänkligheter, utan för att det skulle kunna besvära andra frimurare.  Den hävdar  också att tankesättet "Lojaliteten till friheten övergår alla andra plikter" rättfärdigar förräderi och citerar Albert Mackey, som sade "... om förräderi eller uppror var ett frimureriskt brott skulle nästan varje frimurare i Amerika 1776 ha riskerat uteslutning och varje loge ha förverkat sitt konstitutionspatent av storlogerna i England och Skottland, under vilka de lydde vid denna tid.".
Emellertid stadgar frimureriet att: "I staten skall du vara en lydig och fridsam undersåte, lojal med din regering och rättvis mot ditt land: du skall inte uppmuntra trolöshet eller uppror, utan lugnt underkasta dig laglig myndighet och med glädje foga dig efter styret i det land i vilket du bor"
Med denna förmaning i minnet förespråkar amerikanska frimurare ständigt den amerikanska konstitutionen och därtill frågan om delning av kyrka och stat, något som av katolska kyrkan sågs som ett förtäckt angrepp på kyrkans position i det offentliga rummet.

## Konspirationsteorier
Till följd av sin hemlighetsfulla natur har frimureriet länge varit föremål för allehanda konspirationsteorier, som t.ex. hävdar att frimurare antingen strävar efter världsherravälde eller redan kontrollerar världspolitiken i hemlighet. Det har även hävdats att frimureriet har som mål att skapa en världsregering utan gränser för att på så vis få utökad kontroll över folket.
Historiskt sett har frimureriet bland annat påståtts att i hemlighet ha konspirerat för att skapa ett samhälle grundat på revolutionära idéer som frihet, jämlikhet, broderskap, delningen av kyrka och stat och, i Nazityskland, en judisk sammansvärjning för att skapa religiös tolerans. På liknande sätt hävdar andra antifrimurare att frimureriet är en judisk fasad för världsdominans, eller åtminstone kontrolleras av judarna för att uppnå detta mål. Ett exempel på detta är det notoriska falsariet Sions Vises Protokoll. Det var delvis på grund av detta som Hitler förbjöd frimureriet.  Den palestinska islamiströrelsen Hamas hävdar att frimureriet är ett "hemligt sällskap" som grundats som en del av en sionistisk komplott för att uppnå världsdominans.
Det tidigaste kända dokument som hävdar frimureriet som en del av en sammansvärjning är Enthüllungen des Systems der Weltbürger-Politik ("Avslöjande av den kosmopolitiska politiken") som publicerades 1786. Boken hävdar att en konspiration av frimurare, Illuminati och jesuiter planerade en världsomspännande revolution.  Under 1800-talet upprepades denna teori av många kristna motrevolutionärer, vilka såg frimurare som upphovsmän till varje angrepp på det samtida sociala systemet.
Det finns många trosbaserade eller politiskt grundade konspirationsteorier, vanligen avseende den amerikanska regeringen, alltifrån påståendet att alla presidenter är eller var frimurare (i själva verket har bara 14 av 44 presidenter varit frimurare) eller att frimurare var inblandade i mordet på John F. Kennedy. Många av teorierna anspelar på frimurerisk symbolik i offentlig arkitektur eller Washington, D.C.:s stadsplan.

## Konfessionellt antifrimureri

### Kristet antifrimureri
En av de första, högljudda kristna kritikerna av frimureriet var Charles Finney. I sin bok The Character, Claims, and Practical Workings of Freemasonry, förlöjligar han inte bara frimurare, utan förklarar också varför han, tre år efter att ha konverterat till kristendomen och börjat studera till präst, såg det som så viktigt att lämna frimureriet.
Ett antal kristna och ortodoxa samfund avråder sina medlemmar från att ansluta sig till frimurarloger, även om det skiljer sig åt mellan de olika samfunden. En del uttrycker bara mild oro om huruvida frimureri är förenligt med kristendom, medan andra anklagar frimurare för att vara uppenbara djävulsdyrkare. 
Den romersk-katolska kyrkan har sedan 1738 förbjudit medlemskap i frimureriska organisationer med hänvisning till såväl politiska som religiösa skäl. Fram till 1983 exkommunicerades den katolik som anslöt sig till frimurarna. Då ändrades straffet till interdikt, det vill säga att man inte får gå till nattvard. Även om det kanoniska straffet ändrades 1983 kvarstår förbudet mot medlemskap.

### Muslimskt antifrimureri
Många muslimska antifrimureriska argument är nära förknippade med antisemitism och antisionism, även om det finns annan kritik, till exempel påståenden om att frimureriet skulle ha band till Masih ad-Dajjal en individ som motsvarar kristendomens Anti-Krist. En del påståenden går ut på att frimureriet främjar judiska intressen över världen och att ett av målen är att först riva al-Aqsamoskén och sedan återuppbygga Salomos tempel. I artikel 28 i sitt fördrag säger Hamas att frimurare, Rotary och liknande grupper arbetar "för sionistiska intressen och i enlighet med deras instruktioner..." Många länder med en betydande muslimsk andel av befolkningen tillåter inte frimureriska organisationer. Emellertid har det i länder som Turkiet och Marocko inrättats storloger  medan det i länder som Malaysia, och Libanon inrättats lokala loger som arbetar under en  storloge i ett annat land.

### Översättning
Den här artikeln är helt eller delvis baserad på material från engelskspråkiga Wikipedia.